# Práznovce
Práznovce (in ungherese Práznóc) è un comune della Slovacchia facente parte del distretto di Topoľčany, nella regione di Nitra.